# Spoorlijn Val-de-Villé - Villé
De Spoorlijn Val-de-Villé - Villé was een Franse spoorlijn van Chatenois naar Villé. De lijn was 9,4 km lang en heeft als lijnnummer 117 000.

## Geschiedenis
De spoorlijn werd door de Reichseisenbahnen in Elsaß-Lothringen geopend op 1 oktober 1891. Reizigersverkeer werd gestaakt op 1 oktober 1947, waarna de lijn tot 16 december 1973 in gebruik bleef voor goederenvervoer. Daarna is de lijn gesloten en opgebroken. 

## Aansluitingen
In de volgende plaats was er een aansluiting op de volgende spoorlijn:
Val-de-Villé
RFN 116 000, spoorlijn tussen Sélestat en Lesseux-Frapelle

## Galerij

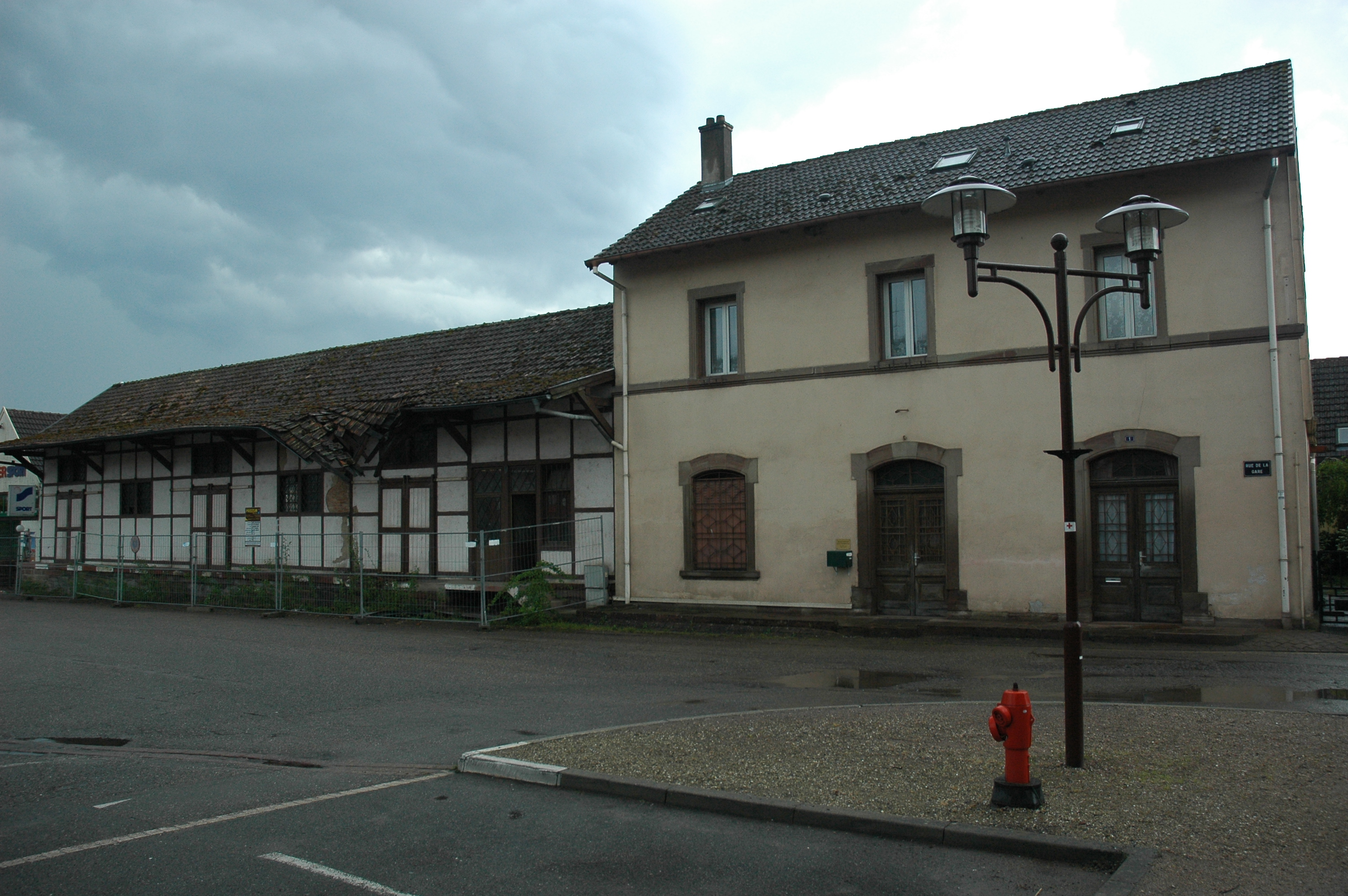
Station Villé